# とやま自遊館
とやま自遊館（とやまじゆうかん）は、富山県富山市湊入船町9番1号に所在する勤労者福祉施設である。富山県と富山市が出資する一般財団法人「富山勤労者総合福祉センター」が運営している。
勤労者への職業相談や職業情報の提供を始め、教養、文化、研修、スポーツの場として利用されている。

## 概要
鉄骨鉄筋コンクリート造延床面積11,460m2の地下1階、地上7階建て。外壁には英国産レンガを使用しているほか、海外の建築材料、外国産の家具等を使用し、個性的な雰囲気を造りだしている。また、富山県民共生センター（サンフォルテ）とは2階の渡り廊下でつながっており、両施設の有機的連携を図ることが可能である。
建物は、平成10年度、第29回富山県建築賞にて入賞している。
建築主
- 七瀬時雄（雇用促進事業団理事長）
- 中沖豊（富山県知事、当時）

設計
- 山下設計、富山県建築設計監理協同組合JV

施工
- 佐藤工業北陸支店、日産建設、辻建設、日本海建興JV
- 前田建設工業北陸支店、第一建設、くみあい建設JV

### 沿革
1994年（平成6年）3月7日に、敷地面積5,580m2の用地に『勤労者総合福祉センターB型』の仮称で施設概要が固まり（この時点で1996年（平成8年）秋の完成を目標としていた）、1995年（平成7年）3月に雇用促進事業団、富山県、富山市の3者により着工、1997年（平成9年）4月10日に完成した。総事業費は約69億円。翌4月11日に報道関係者に公開された。同年4月15日の開館記念式典を経て、同年4月21日にオープンした。
竣工当時は富山勤労総合福祉センターが管理・運営していたが、2003年（平成15年）9月4日、富山県と富山市が雇用能力開発機構から約5,000万円で購入した（雇用能力開発機構が富山県内で売却する物件としては最大）。運営する財団が所得する方法も検討されたが、税負担などを考慮し、効率的な財団運営を進めるため、富山県と富山市が直接所得することになった。

### 赤字経営
しかし、オープン当初から赤字が続いており、譲渡直前の2002年（平成14年）度末の累積赤字は約3億2,800万円であった。大きな吹き抜けがあるため建物の大きさの割に営業面積が小さいことなどが理由で、赤字幅は2019年（令和元年）度末に4億5,000万円に広がった。同年以降より経営改善に取り組むが、その後新型コロナウイルスの流行の影響で収益の柱であるレストランや宴会、ホールの利用者がコロナ前から約6割減少したことが響き、2021年（令和3年）度末の累積赤字が過去最大の6億2,600万円に上ることになった。
2018年（平成30年）には、2028年（令和10年）までの黒字転換を目指す経営改善計画を策定。支配人にホテルの経営再建実績を持つ民間人を登用したり、大手民間スポーツクラブのジムを誘致したり、不採算のプールを廃止したりするなど、経営改善に取り組んでいる。赤字を解消できなかった場合の施設の方向性は未定としており、富山市も2017年（平成29年）度末に外郭団体の方向性をまとめた際、改善が進まないと判断すれば、事業の縮小、廃止を含め抜本的見直しを県と協議するとしている。富山県と富山市は国から譲渡を受けた際に2026年（令和8年）度までの公的使用を条件とする契約を交わしており、今後も改善が見込めなければ、2027年（令和9年）度以降の施設運営で見直し議論が出てくる可能性がある。

## 各階の施設
2022年10月時点
| 6階 | フィットネスクラブ |              |
| 5階 | フィットネスクラブ |              |
| 4階 | 客室（シングル28室・ツイン9室・和室3室） |              |
| 3階 | 会議室・宴会場（洋室：神通、立山、薬師、有峰、和室：大日）                                                                                   |              |
| 2階 | オフィスフロア（ヤングジョブとやま、とやまシニア専門人材バンク、富山県インターンシップ推進センター、富山わかものハローワーク、自遊館事務所） | 自遊館ホール |
| 1階 | ロビー・フロントカウンター・レストラン『シャトー』                                                                                           | 自遊館ホール |

ロビー部分は、3階までの吹き抜けとなっている。

## 備考
レストラン『シャトー』入口には、50曲収録のディスクオルゴールが設置されている。
周辺には富岩運河環水公園や富山市総合体育館がある。